# Vestigia Leonis (Sage)

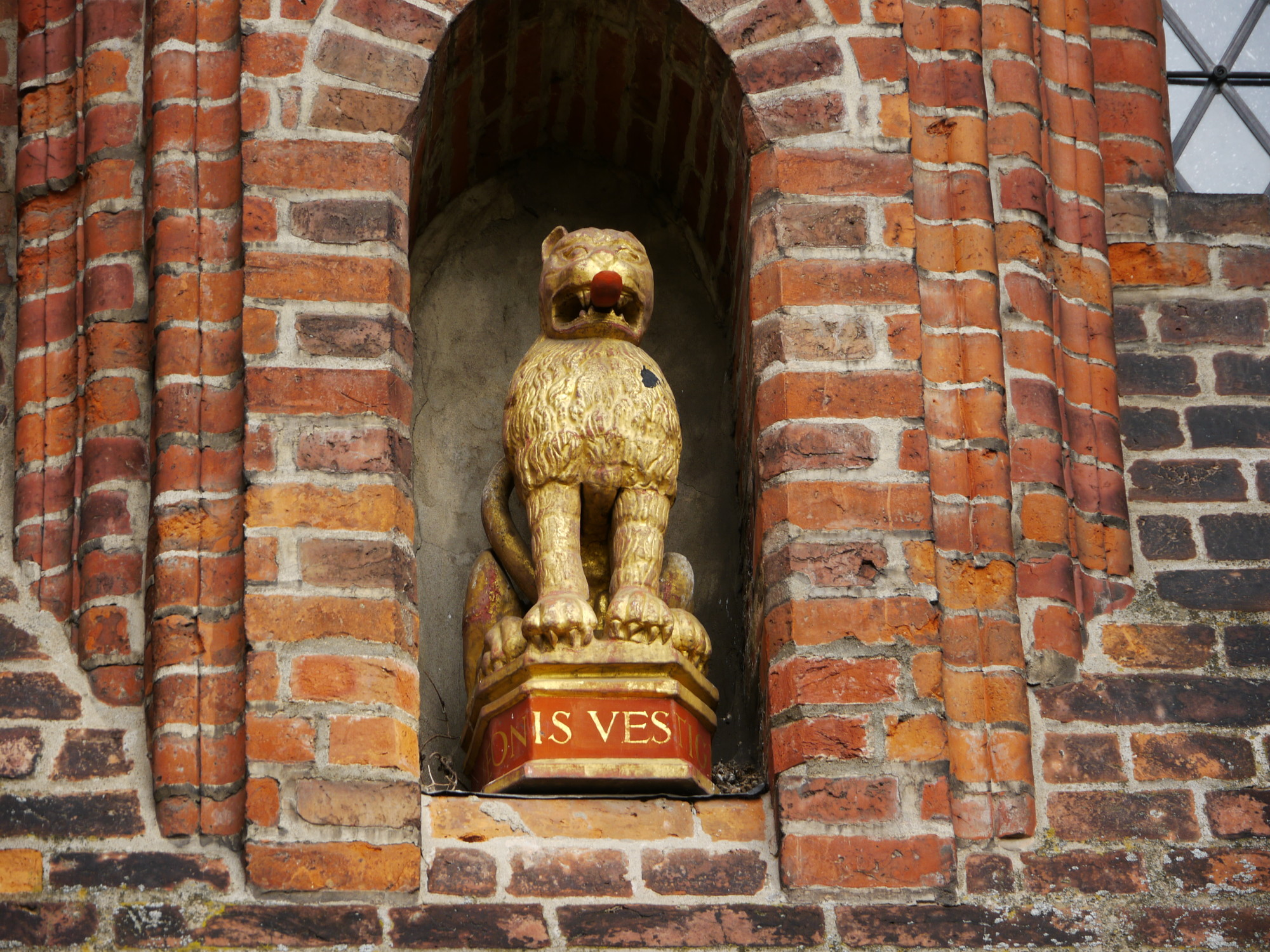
Löwenfigur am Bardowicker Dom mit der Umschrift am Fuß: VESTIGIUM LEONIS.

Vestigia leonis (lateinisch für [die] Fußstapfen des Löwen) oder Vestigium leonis ([die] Spur des Löwen) ist eine Phrase, die aus dem Jahre 1189 stammen soll und Welfen-Herzog Heinrich dem Löwen zugeschrieben wird. Heinrich, „der Löwe“, soll sich damit auf die Zerstörung des Ortes Bardowick durch seine Truppen am 28./29. Oktober des Jahres bezogen haben. Tatsächlich aber handelt es sich um eine neuzeitliche Sage.

## Geschichte

### Vorgeschichte

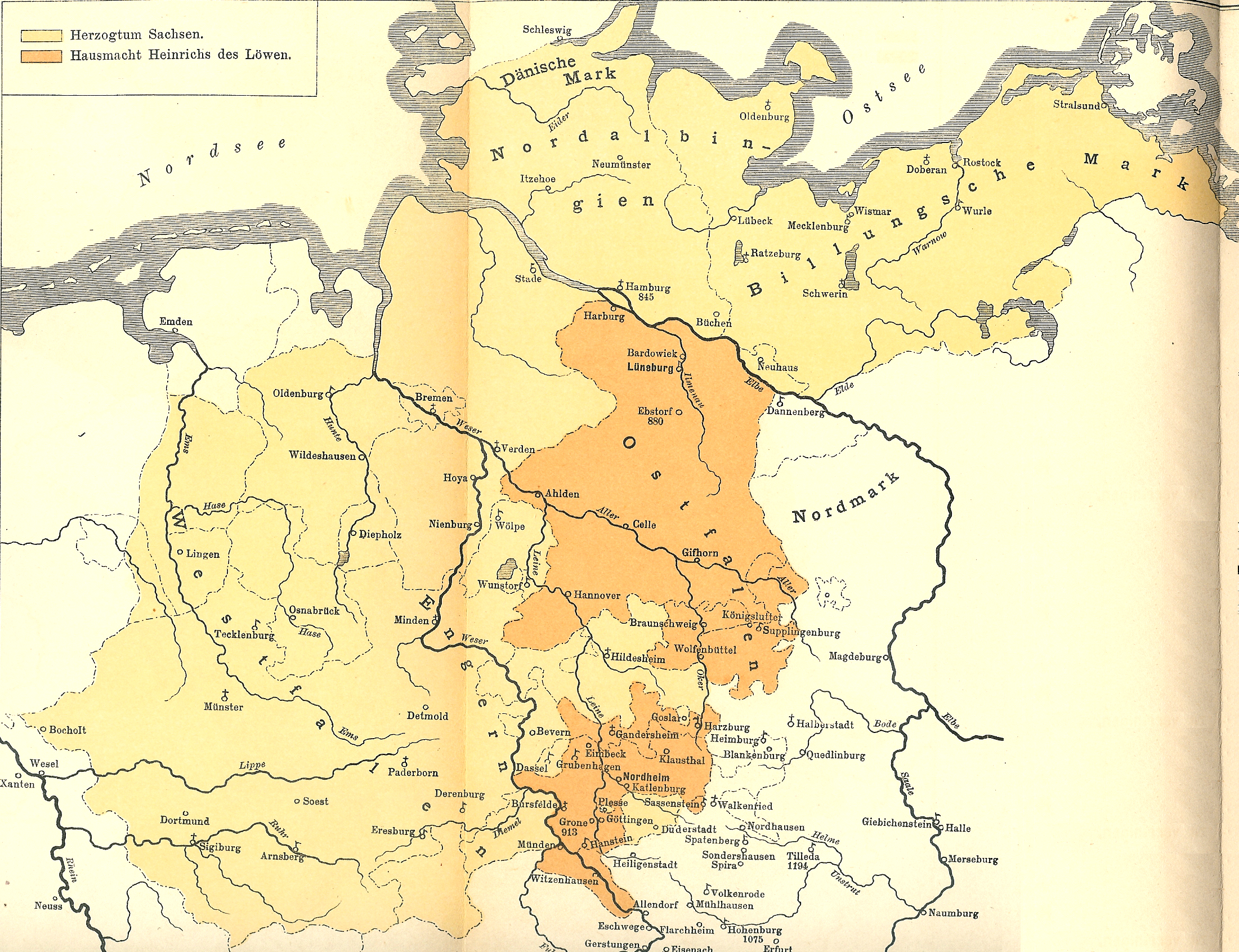
Das Herzogtum Sachsen um 1180 mit dem Besitz (Hausmacht) Heinrichs des Löwen. Bardowick befindet sich an der nördlichen Grenze.

Der Flecken Bardowick liegt 120 km nördlich von Braunschweig, das von ca. 1160 bis zum Tod Heinrichs des Löwen 1195 dessen Residenz war. Bardowick und das nur wenige Kilometer südlich gelegene Lüneburg waren Teil von Heinrichs Herzogtum Sachsen, beide waren im 12. Jahrhundert wichtige Handelsstädte. Bardowick war darüber hinaus Heinrichs zweitwichtigste Münzstätte auf dem Gebiet des heutigen Niedersachsen. Heinrich der Löwe förderte bedeutende norddeutsche Städte in der Nähe Bardowicks, neben Lüneburg vor allem Lübeck und Schwerin, wodurch sich eine erhebliche Konkurrenzsituation für Bardowick ergab, die dazu führte, dass sich deren Position als Handelsort durch Abwanderung von Händlern, Kaufleuten und Handwerkern dauerhaft verschlechterte.
Der Römisch-deutsche König und Kaiser Friedrich I., genannt Barbarossa, war ein Vetter Heinrichs. Das Verhältnis beider war ursprünglich so eng, dass Barbarossa Heinrich derart förderte, dass dessen Stellung in Norddeutschland der eines Königs gleichkam. Als Friedrich um 1174 erneut gegen den Lombardenbund ins Feld zog, war Heinrich der einzige deutsche Fürst, der ihm die Gefolgschaft versagte. Das führte 1180/81 zum Bruch zwischen beiden und schließlich zur Entmachtung Heinrichs des Löwen, der in der Folge beide Herzogtümer verlor und nur die Allodialgüter um Braunschweig und Lüneburg behalten durfte. Außerdem musste er für mehrere Jahre ins Exil, das er am Hofe seines Schwiegervaters Henry Plantagenet und nach dessen Tod an dem seines Schwagers Richard Löwenherz in England verbrachte.
Mathilde Plantagenet, zweite Ehefrau Heinrichs des Löwen, war während seines zweiten Exils in Braunschweig geblieben, wo sie am 28. Juni 1189 nur knapp 33-jährig starb. Heinrich kehrte daraufhin, gegen alle Absprachen, im Frühsommer des Jahres aus dem Exil in seine Residenz zurück. Barbarossa befand sich zu diesem Zeitpunkt bereits auf dem Dritten Kreuzzug – auch dabei hatte ihm Heinrich die Gefolgschaft versagt.
Da der Kaiser und ein Großteil seiner Gefolgsleute und Gegner Heinrichs nun außer Landes waren, wollte Heinrich der Löwe die Chance nutzen und seine ursprüngliche Machtposition wieder herstellen. Das gelang ihm anfänglich auch recht mühelos.

### Die „Bardowicker Gesäßhuldigung“

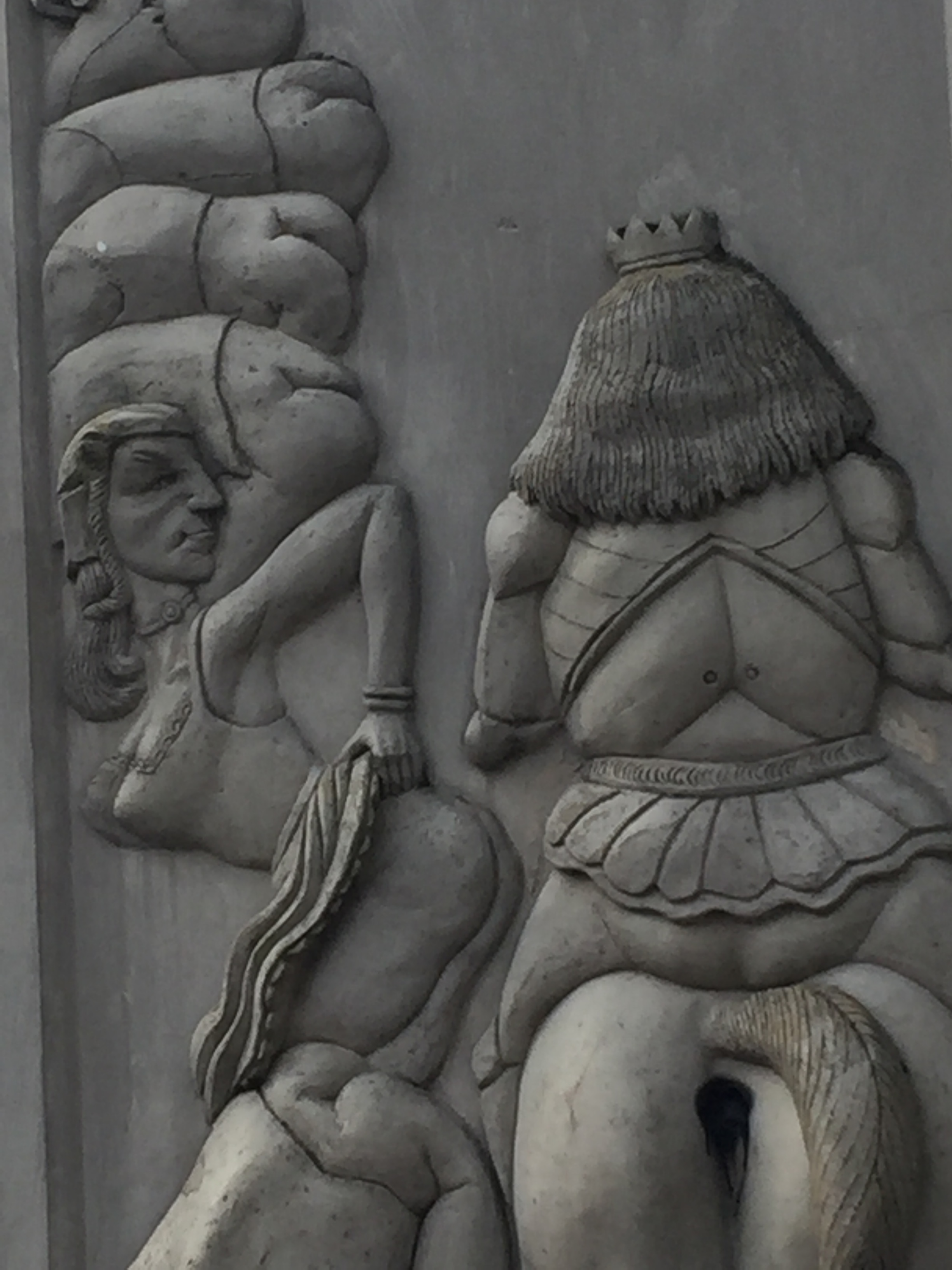
Künstlerische Darstellung der „Bardowicker Gesäßhuldigung“ auf einer Säule in Schwerin.

Wegen Heinrichs Städtepolitik, die sich zum Nachteil Bardowicks auswirkte und dessen wirtschaftlichen Niedergang zur Folge hatte, sowie Heinrichs zweimaligem Exil soll, einer anderen Sage nach, die Bardowicker Bevölkerung ihrem Herzog 1182 den Einzug in den Ort verwehrt haben und ihn dadurch verspottet haben, dass sie ihm ihre nackten Gesäße von den Stadtmauern zukehrten. Das ging als die „Bardowicker Gesäßhuldigung“ in die Geschichte des Fleckens ein.

„Insgemein wird erzehlet und auch von den meisten geglaeubet / daß die Belagerte so gottloß gewesen / und Henrico Leoni von den Mauren / salvà venià [mit Verlaub gesagt], die entbloesste Hindern gezeiget.“

Der so Verspottete soll daraufhin Rache geschworen haben.

### Belagerung und Zerstörung Bardowicks
Die Truppen Heinrichs begannen am 26. Oktober 1189 Bardowick zu belagern. Am 28. oder 29. gelang es ihnen, die Stadt zu stürmen, woraufhin sie bis auf die Kirchen vollständig zerstört wurde. Zuvor ließ Heinrich noch alle Bücher und liturgischen Gerätschaften sicherstellen sowie die Glasfenster des Domes ausbauen, um alles anschließend in den 60 km nordöstlich gelegenen Ratzeburger Dom bringen zu lassen.
Nach der Zerstörung Bardowicks gelangte der Ort nie wieder zur alten Größe und Bedeutung zurück. Bardowick sank zum Dorf hinab, während das nahe Lüneburg mächtig und wohlhabend wurde. Die Zäsur von 1189 ist bis in die Gegenwart im öffentlichen Bewusstsein geblieben. Im 19. Jahrhundert erzählte man sich, Heinrich der Löwe selbst habe die Löwenfigur als ein Mahnmal und zur Abschreckung für alle, die sich gegen ihn stellten, errichten lassen.

### Löwenfigur
Heute befindet sich in einer Außennische über dem Südportal des Bardowicker Domes die 71,5 × 25 cm große Figur eines goldenen, aufrecht sitzenden Löwen mit roter Zunge. Diese Figur ist wahrscheinlich um 1487 entstanden. Sie hat einen Holzkern, der mit Blei ummantelt ist, das vergoldet wurde. Der Löwe sitzt auf einem achteckigen, profilierten Podest, das in goldenen Lettern, die Capitalis quadrata ähneln, auf ockerfarbenem Grund die Umschrift VESTIGIUM LEONIS trägt. Diese Beschriftung dürfte wohl nicht aus dem 15. Jahrhundert stammen, denn sie ist vor 1704 nicht belegt. Christian Schlöpke veröffentlichte in diesem Jahr in Lübeck sein Chronicon, oder Beschreibung der Stadt und des Stiffts Bardewick, vor und nach der Zerstörung, in dem er von der Figur „über der großen Thüre“ über der Südvorhalle des Doms berichtete. Erst seit dieser Zeit wird sie in Zusammenhang mit Heinrich dem Löwen und der Zerstörung Bardowicks gebracht. Nach dem Abriss der Vorhalle um 1794 wurde der Löwe an seinen heutigen Standort versetzt. Die Figur wurde zuletzt 1969 restauriert.

„Hingegen schreiben Bunting und der selige Herr D. Meibomius, welchem der selige Herr D. Sagittarius folget / es habe Henricus Leo die Kirchen-Gebäude / nachdem er sie aller ihrer Zierde beraubet / nicht einreissen noch anzünden lassen / sondern zum Andencken stehen lassen / daß man daraus die Grösse und Vortrefflichkeit der von ihm verstöreten Stadt in folgenden Zeiten abnehmen könte. Wie denn vielleicht auch dahin sein Absehen haben mag / daß noch heutiges Tages über der grossen Thüre der Dom-Kirche ein aus Holz geschnitzter Löw / sitzend præsentiret wird / mit der Beyschrifft: Leonis Vestigium.“

### Legendenbildung

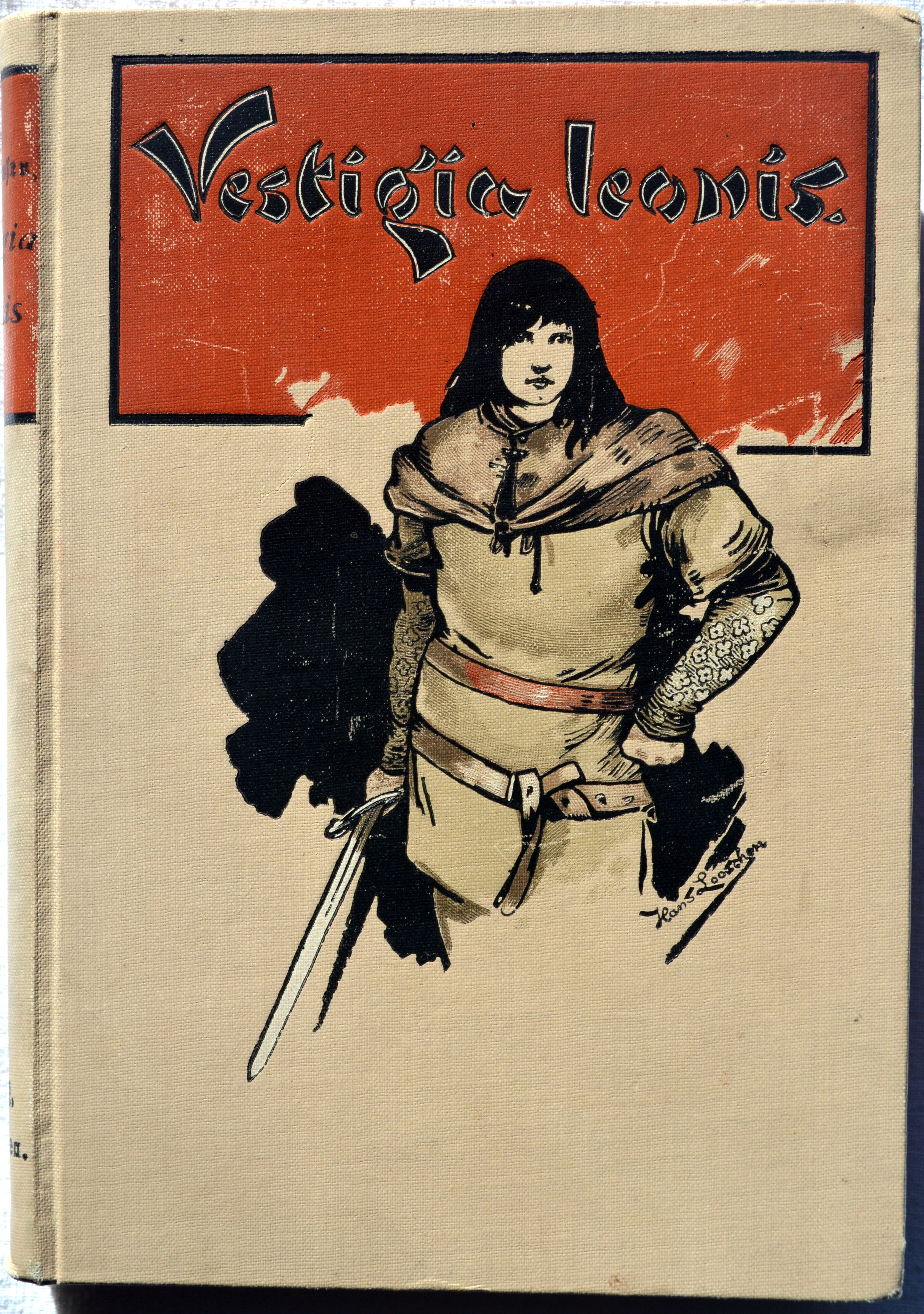
Einbanddeckel von Richard Nordhausens Vestigia Leonis: Die Mär von Bardowieck, erschienen 1890.

Die weitgehende Zerstörung des Ortes und der sich fortsetzende wirtschaftliche Niedergang dürften dazu geführt haben, dass diese historische Zäsur im Lauf der Jahrhunderte im kollektiven Gedächtnis der örtlichen Bevölkerung legendenhafte Züge annahm. Die hölzerne Skulptur entstand wohl erst Ende des 15. Jahrhunderts. Christian Schlöpke war mit seinem 1704 erschienenen Chronicon offenbar der Erste, der von der Umschrift am Fuße des Löwenstandbildes berichtete – Belege aus früherer Zeit existieren nicht. 1810 erwähnte es ein unbekannter Autor in Heinrich der Löwe. Ein historisch-romantisches Gemälde. Der Schriftsteller Richard Nordhausen verfasste zwei Werke zum Thema: 1890 Vestigia Leonis: Die Mär von Bardowieck und 1920 Vestigia Leonis. Die letzten Tage einer deutschen Stadt. Auch die Ende des 19. Jahrhunderts viel gelesene Gartenlaube berichtete 1892 über Des Löwen Spur.